# X-Seed 4000
X-Seed 4000 — проєкт надвисокої будівлі висотою 4000 метрів над рівнем моря та кількістю поверхів — 800.
Завдяки 6-кілометровому фундаменту, конструкція зможе розміщуватися просто над морем. X-Seed 4000 повинен вміщувати від 700 000 до 1 000 000 мешканців.
Проєкт розробила будівельна компанія «Тасаї Корпорейшн», як концепцію будівлі майбутнього для перенаселеної столиці Японії, у якій буде поєднано ультрасучасне життя та взаємодія з природою. На відміну від звичайних хмарочосів, X-Seed 4000 буде захищати своїх мешканців від перепадів тиску і зміни погодних умов по всій висоті будинку. Його конструкція передбачає використання сонячної енергії для енергозабезпечення всієї системи підтримки мікроклімату в будівлі.
Ліфти розраховані на 200 пасажирів і доставляють на верхній поверх за 30 хвилин. Крім тисяч квартир та офісів, у X-Seed 4000 будуть розважальні центри, парки і ліси.
Передбачувана вартість будівлі X-Seed 4000 — 600-900 мільярдів доларів США у цінах 2006 року.
X-Seed 4000 розрахований на 8 років будівництва.
Проєкт X-Seed 4000 потрапляє під визначення  аркологіі.
У 1966-1967 роках головний конструктор Останкінської телевежі М.В. Нікітін спільно з В. І. Травушем [Архівовано 5 грудня 2014 у Wayback Machine.] на замовлення японської компанії розробив проєкт сталевої сітчастої вежі-оболонки висотою 4000 метрів аналогічної X-Seed 4000. Проєкт було закрито на невизначений термін.